# 입면
입면(立面)은 대한민국 전라남도 곡성군의 면이다.

## 개요
입면은 농업을 주축으로 하면서 금호타이어(주) 공장이 있어 공업규모 또한 큰 농업과 공업이 함께 하는 지역으로서 국도 제13호선의 과 지방도 840호선,군도 1호선의 승격으로 광주시, 순창군, 남원시과는 30분 거리로 교통이 편리한 지역이며, 또한 조통, 박언배, 양대박, 정재건 등과 같은 역사적 인물과 함허정, 군지촌정사, 충열문, 의마총 등의 충을 근간으로 하는 문화유적과 살뿌리, 제월섬, 섬진강, 동악산 등의 자연자원 등 무한한 잠재력과 발전 가능성을 갖고 있는 지역이다.

## 명칭 유래
입면의 독특한 이름은 조선 시대에 있었다던 유명한 돌에서 유래한다. 이 돌은 현재의 입석리 마을 어귀에 꼿꼿하게 서 있었다고 〈여지도서〉에 적혀 있으며, 이 돌을 선돌이라 불렀고 현재도 입석리의 이름으로 남아 있다.

## 행정 구역
| 법정리 | 한자명 | 행정리                          |
| ------ | ------ | ------------------------------- |
| 금산리 | 琴山里 | 내금리, 상금리, 외금리, 택촌리  |
| 대장리 | 大壯里 | 대장리1구, 대장리2구            |
| 만수리 | 萬水里 | 만수리, 운치리                  |
| 매월리 | 梅月里 | 매산리, 매평리, 월평리          |
| 삼오리 | 三梧里 | 궁동리, 삼오리, 연지리          |
| 서봉리 | 棲鳳里 | 서봉리1구, 서봉리2구            |
| 송전리 | 松田里 | 기동리, 내동리, 송전리, 종방리  |
| 약천리 | 藥川里 | 약천리                          |
| 입석리 | 立石里 | 상입석리, 하입석리              |
| 제월리 | 霽月里 | 제월리1구, 제월리2구, 제월리3구 |
| 창정리 | 昌亭里 | 노동리, 부동리, 창정리          |
| 흑석리 | 黑石里 | 흑석리                          |

## 교육
- 입면초등학교 (입면로 711 (매월리) → 송전로 27 (송전리))
- 창립초등학교 (폐교) - 입면로 495 (창정리)
- 입면중학교 (폐교)